# گروه کر توکیو
گروه کر توکیو (به ژاپنی: 東京の合唱 Tokyo no kôrasu) فیلمی صامت به کارگردانی یاسوجیرو اوزو است که در سال ۱۹۳۱ اکران شد. از بازیگران آن می‌توان به هیدکو تاکامینه اشاره کرد.